# Fediverse

Logo

Fediverse (Kofferwort aus englisch federation und universe) oder Fediversum bezeichnet einen Zusammenschluss voneinander unabhängiger sozialer Netzwerke mit gemeinsamen Schnittstellen, die Nutzern den Zugriff auf alle beteiligten Netzwerke ermöglichen, ohne dort ein weiteres Konto anlegen zu müssen.
Ein weiteres Ziel der beteiligten Mikroblogging- und Hosting-Dienste und Anbietern von Webseiten für Online-Publikation ist es, Nutzern ihre Datensouveränität zurückzugeben, die bei kommerziellen sozialen Netzwerken wie Facebook oder YouTube oft weitgehend eingeschränkt ist. Im Gegensatz zu diesen monopolistischen Plattformen ermöglichen die vielen dezentralen Anbieter (sogenannte Instanzen) den Nutzern, selbst über die Intensität und Schwerpunkte der Moderation zu entscheiden.
Da das Fediverse auf Open-Source-Software basiert, können soziale Initiativen, Schulen, Unternehmen und andere Organisationen kostengünstig eigene Instanzen betreiben.

## Konzeption
Das „Fediverse“ ermöglicht eine föderierte Identität und das Verteilen von Inhalten auf andere verbundene Plattformen und Instanzen durch die Föderation der beteiligten Plattformen untereinander. Diese sind durch Kommunikationsprotokolle miteinander verbunden.
Im Fediverse vernetzte soziale Plattformen sind unter anderem:
- Mastodon, ein dezentraler Mikrobloggingdienst und damit eine Alternative zu X.
- PeerTube – eine Videoplattform als Alternative zu YouTube, die auf P2P-Technologie setzt.
- Pixelfed – eine Plattform zum Teilen und Kommentieren von Bildern, die Instagram ähnelt.
- Friendica – ähnelt weitgehend dem Netzwerk Facebook

Weitere Plattformen sind unter anderem Lemmy mit Diskussionsforen ähnlich wie Reddit, Funkwhale für Anbieter und Konsumenten von Musik und Podcasts, ähnlich Spotify sowie weitere Mikrobloggingdienste wie Pleroma. Schnittstellen ins Fediverse existieren auch für Threads vom kommerziellen Anbieter Meta Platforms, allerdings bisher (2025) nur in einer Beta-Version.
Im Rahmen von Wissenschaftskommunikation, Open-Science-Bemühungen und dem gesellschaftlichen Auftrag öffentlicher Forschungs- und Bildungseinrichtungen plädierten Wissenschaftler wiederholt für das Hosting eigener Fediverse-Instanzen. So betreiben etwa die Helmholtz-Gemeinschaft Deutscher Forschungszentren und der Informationsdienst Wissenschaft (idw) eigene Mastodon-Instanzen. Verschiedene Hochschulen und Universitäten hosten eigene PeerTube-Instanzen etwa zur Präsentation von Projektergebnissen, Seminarvorträgen und Verteidigungen.
Menschen im Fediverse nennen sich selber unter anderem „Fedizens“ (Kofferwort aus englisch Fediverse und Citizens) oder auch „Fedinauten“ (Kofferwort aus englisch Fediverse und Astronauts).

## Begriff und Abgrenzung
Der Begriff des „Fediverse“ wurde erstmals in Zusammenhang mit dem von verschiedenen sozialen Netzwerken genutzten Protokoll OStatus verwendet. Im Jahr 2018 kamen Dienste wie Mastodon hinzu, die das Protokoll ActivityPub verwenden. In einer erweiterten Definition werden auch Netzwerke wie Diaspora zum Fediverse gezählt, deren Instanzen zwar ein eigenes Protokoll verwenden, aber mit anderen Plattformen verbunden sind, die Teil des Fediverse sind. Manchmal werden auch sämtliche dezentralen Netzwerke als Fediverse bezeichnet, die als Alternative zu Netzwerken wie Facebook oder X dienen können.
Die Unklarheit der genauen Definition bringt einige Probleme mit sich. So kann zum Beispiel nicht davon ausgegangen werden, dass alle Plattformen im Fediverse auch tatsächlich in allen Funktionen miteinander kompatibel sind und Inhalte von jeder Plattform in alle anderen übertragen werden können. Dies ist abhängig von der jeweiligen Implementation und dem verwendeten Protokoll. Allen einzelnen Plattformen ist nur gemein, dass sie dezentrale verteilte soziale Netzwerke und freie Software sind.

## Historische Entwicklung
Das Konzept des Fediverse kam im Jahr 2008 mit dem sozialen Netzwerk identi.ca auf, das die Software GNU Social verwendet. Neben dem Server identi.ca existierten lange Zeit nur wenige andere Instanzen, die meist von Einzelpersonen für ihren persönlichen Gebrauch betrieben wurden. Dies änderte sich 2011/2012, als es zunehmend zu Problemen auf identi.ca kam und die Plattform auf eine neue Software (pump.io) umgestellt wurde. Im Zuge der Migration von identi.ca wurden mehrere andere GNU-Social-Instanzen eröffnet.
Parallel zur Entwicklung von GNU Social implementierten andere Projekte wie Friendica, Hubzilla, Mastodon oder Pleroma das OStatus-Protokoll, womit das Fediverse immer weiter wuchs.
Im Januar 2016 stellte das W3C das Kommunikationsprotokoll ActivityPub vor, um die Interoperabilität der verschiedenen Plattformen zu verbessern. Inzwischen wird dieses Protokoll von verschiedenen Plattformen ganz oder teilweise unterstützt. Diese Plattformen nutzen gleichzeitig noch andere Kommunikationsprotokolle, wodurch diese auch Teil des Fediverse werden. Der Grad der Integration und damit die Interoperabilität zwischen den einzelnen Plattformen und Netzwerken ist unterschiedlich. So sind auch innerhalb eines Kommunikationsprotokolls nicht alle Plattformen miteinander verbunden – wenngleich dies das Ziel von Protokollen wie ActivityPub ist.

## Kommunikationsprotokolle und Instanzen

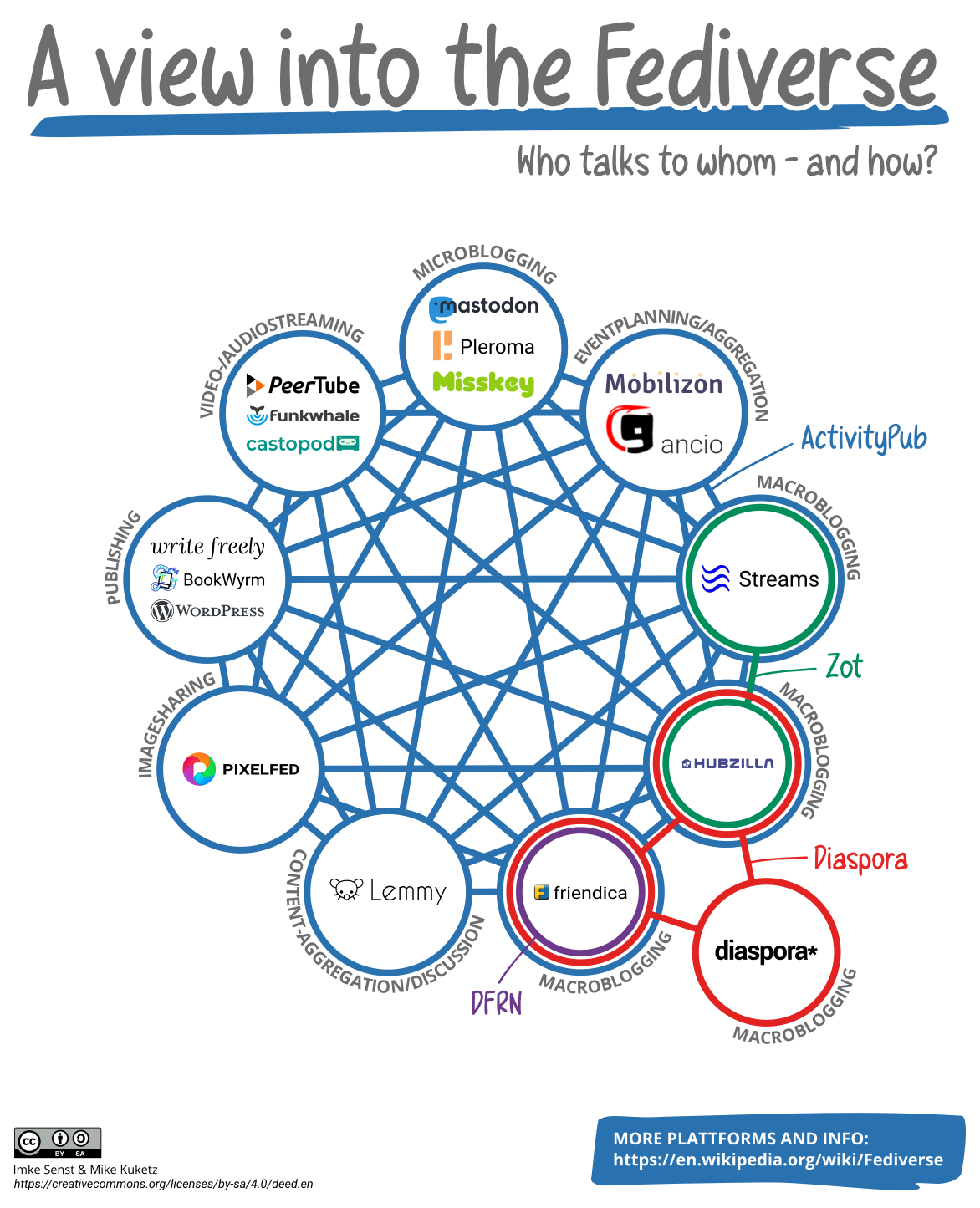
Auszug aus den gemeinsamen Protokollen und Plattformen im Fediverse (2024)

Die Web-Plattformen, die gemeinsam das Fediverse aufspannen, sind allesamt freie Software. Einige ähneln X (zum Beispiel Mastodon oder GNU Social, ähnlich in ihrer Mikrobloggingfunktion und den Nutzerinteraktionen), während andere mehr Kommunikations- und Transaktionsmöglichkeiten bieten, die dann eher mit Google+ oder Facebook vergleichbar sind (wie Diaspora, Friendica und Hubzilla).
Teil des Fediverse sind Plattformen, die Kommunikationsprotokolle verwenden, die mehrere Plattformen im Fediverse verbinden. Einige verwenden mehrere Protokolle. Im Fediverse verwendete Protokolle sind:
ActivityPub
implementiert von Mastodon, Friendica, Pleroma, PeerTube, Hubzilla, Nextcloud Social (beta), Pixelfed und weiteren
DFRN
implementiert von Friendica
Diaspora
implementiert von Diaspora, Friendica, Hubzilla, und weiteren
OStatus
implementiert von GNU Social, Friendica, Mastodon (bis Version 3.0), Hubzilla, und weiteren
ZOT
implementiert von Hubzilla, Zap, Misty, Osada, Redmatrix, Roadhouse
Selten werden auch Cloudnetzwerkprotokolle wie das von OwnCloud und Nextcloud verwendete Open Cloud Mesh hinzugezählt, da Nextcloud teilweise ActivityPub unterstützt und dadurch Verbindung zum Fediverse hat.

## Verbreitung
Eine genaue Angabe der Anzahl verbundener Instanzen und Nutzer ist nicht möglich, da Statistiken nur per Opt-in erfasst werden. Diese machen keine Aussage zur gesamten Verbreitung des Fediverse; es können nur Aussagen zur Mindestverbreitung getroffen werden, die tatsächliche Verbreitung kann höher sein. Je nach Anzahl der erfassten Instanzen und Softwareprojekte erfassen verschiedene Statistikprojekte auch unterschiedliche Zahlen.
Ein Statistikserver hatte zum 8. März 2022 Kenntnis von 10.208 Instanzen (Servern), die sich auf 86 Projekte aufteilen, die drei dynamischsten Projekte von April bis Ende Dezember 2018 waren Mastodon (+600.858 Nutzer +717 neue Instanzen), Pleroma (+2.535 Nutzer, +286 Instanzen) und PeerTube (+7.382 Nutzer, +188 Instanzen), sowie das neue Projekt Pixelfed (+3.668 Nutzer, +34 Instanzen). Es waren insgesamt etwa 5,1 Mio. Nutzer registriert, die 606,6 Mio. Nachrichten verfassten. Rund 1,3 Mio. Nutzer waren 2022 innerhalb des letzten halben Jahres aktiv.
Spätestens Mitte März 2023 (nach anderen Statistiken bereits im Februar) wurden mehr als 10 Mio. Benutzer im Fediverse erfasst, davon über 5,7 Mio. im letzten halben Jahr aktiv. Bei den Instanzen handelt es sich um alleine über 16.884 Mastodon-Instanzen, sowie 39.623 ActivityPub-Instanzen insgesamt. Der Dienst von FediDB durchsucht alle sechs Stunden die bekannten Instanzen und stellt diese als Diagramme dar. Auch ein Filtern nach Server oder benutzter Software ist möglich.
| Netzwerk | Nutzer (April 2022) | Nutzer (März 2023) | Nutzer (August 2024) |
| -------- | ------------------- | ------------------ | -------------------- |
| Mastodon | 4,4 bis 5,1 Mio.    | 10,7 Mio.          | 15,3 Mio.            |
| PeerTube | 0,3 Mio.            | 0,3 Mio.           | 0,2 Mio.             |
| diaspora | 0,8 Mio.            | 0,7 Mio.           | 0,7 Mio. (Okt 23)    |